# Rattus timorensis
Rattus timorensis är en däggdjursart som beskrevs av Kitchener, Aplin och Bapak Boeadi 1991. Rattus timorensis ingår i släktet råttor och familjen råttdjur. IUCN kategoriserar arten globalt som otillräckligt studerad. Inga underarter finns listade i Catalogue of Life.
Denna råtta är bara känd från en mindre region på västra Timor. Arten vistas i en bergstrakt mellan 500 och 1900 meter över havet. Habitatet utgörs av regnskogar och ursprungliga eukalyptusskogar.